# A Sementeira
A Sementeira foi a principal revista anarquista publicada em Portugal na I República.
Possuía uma editora própria. Fundada pelo operário arsenalista Hilário Marques teve entre os seus colaboradores Neno Vasco. Foram publicadas duas séries, a primeira de 1908 a 1913 e a segunda de 1916 a 1919.
Sua sede se localizava na Av. Guerra Junqueiro.

## Ligações Externas
- Coleção completa de A Sementeira no Portal Revistas de Ideias e Cultura (RIC)